# Ustavnost
Ustavnost, tjednik, tiskan na Cetinju tijekom 1906. godine, od siječnja do studenoga, ukupno izašlo 43 broja.
Nakon usvajanja prvog crnogorskog Ustava iz prosinca 1905. godine, kojim je Kneževina Crna Gora postala ustavna monarhija, te formiranja Crnogorske narodne skupštine, Ustavnost je trebala popularizirati ove povijesne i civilizacijske promjene crnogorske države.
Prva četiri broja Ustavnosti nisu imala potpisanog glavnog urednika, do 39. broja glavni je urednik bio Božo Novaković, do 41. broja glavni urednik je Borislav Minić a posljednja je dva broja uredio Jovan Nikolić.
List je financirala Vlada Kneževine Crne Gore.